# Chi Rau mương
Ludwigia là chi chứa khoảng 75 loài thực vật thủy sinh với sự phân bố toàn cầu nhưng chủ yếu ở khu vực nhiệt đới.
Các loài được chọn 
| - Ludwigia adscendens - Ludwigia alata - Ludwigia alternifolia - Ludwigia anastomosans - Ludwigia arcuata - Ludwigia bonariensis - Ludwigia brevipes - Ludwigia curtissii - Ludwigia decurrens - Ludwigia erecta - Ludwigia glandulosa - Ludwigia grandiflora - Ludwigia helminthorrhiza - Ludwigia hirtella - Ludwigia hexapetala - Ludwigia hyssopifolia - Ludwigia inclinata - Ludwigia lanceolata - Ludwigia leptocarpa - Ludwigia linearis | - Ludwigia linifolia - Ludwigia longifolia - Ludwigia maritima - Ludwigia microcarpa - Ludwigia natans - Ludwigia octovalvis - Ludwigia palustris - Ludwigia peploides - Ludwigia peruviana - Ludwigia pilosa - Ludwigia polycarpa - Ludwigia ravenii - Ludwigia repens - Ludwigia sedioides - Ludwigia simpsonii - Ludwigia spathulata - Ludwigia sphaerocarpa - Ludwigia suffruticosa - Ludwigia virgata |

Hiện tại, có nhiều tranh cãi giữa các nhà thực vật học và phân loại thực vật họck khi phân loại nhiều loài Ludwigia.

## Hình ảnh

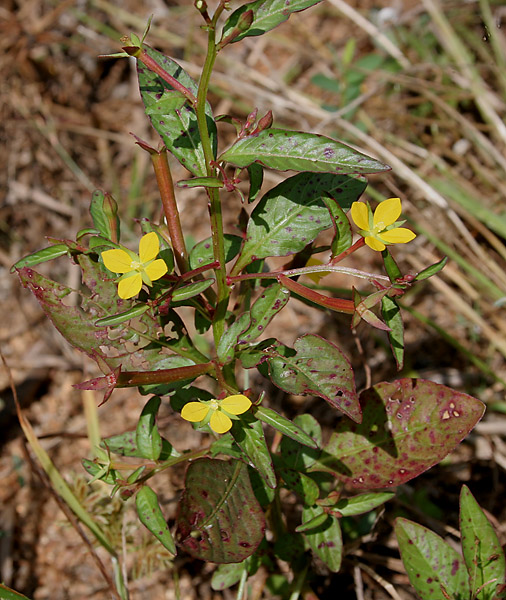
Ludwigia perennis ở Narsapur, quận Medak, Ấn Độ.
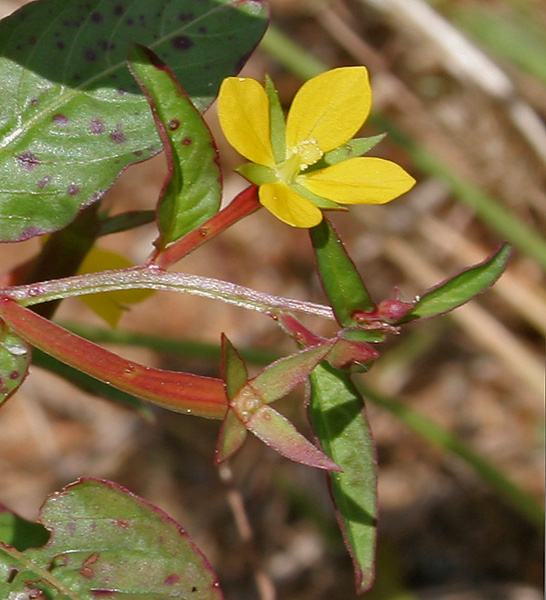
Ludwigia perennis ở Narsapur, quận Medak, Ấn Độ.
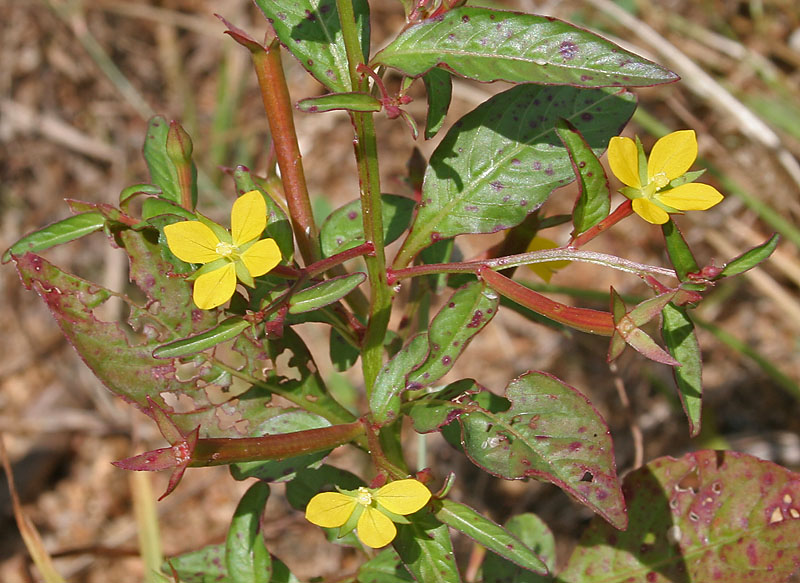
Ludwigia perennis ở Narsapur, quận Medak, Ấn Độ.